# 张天师

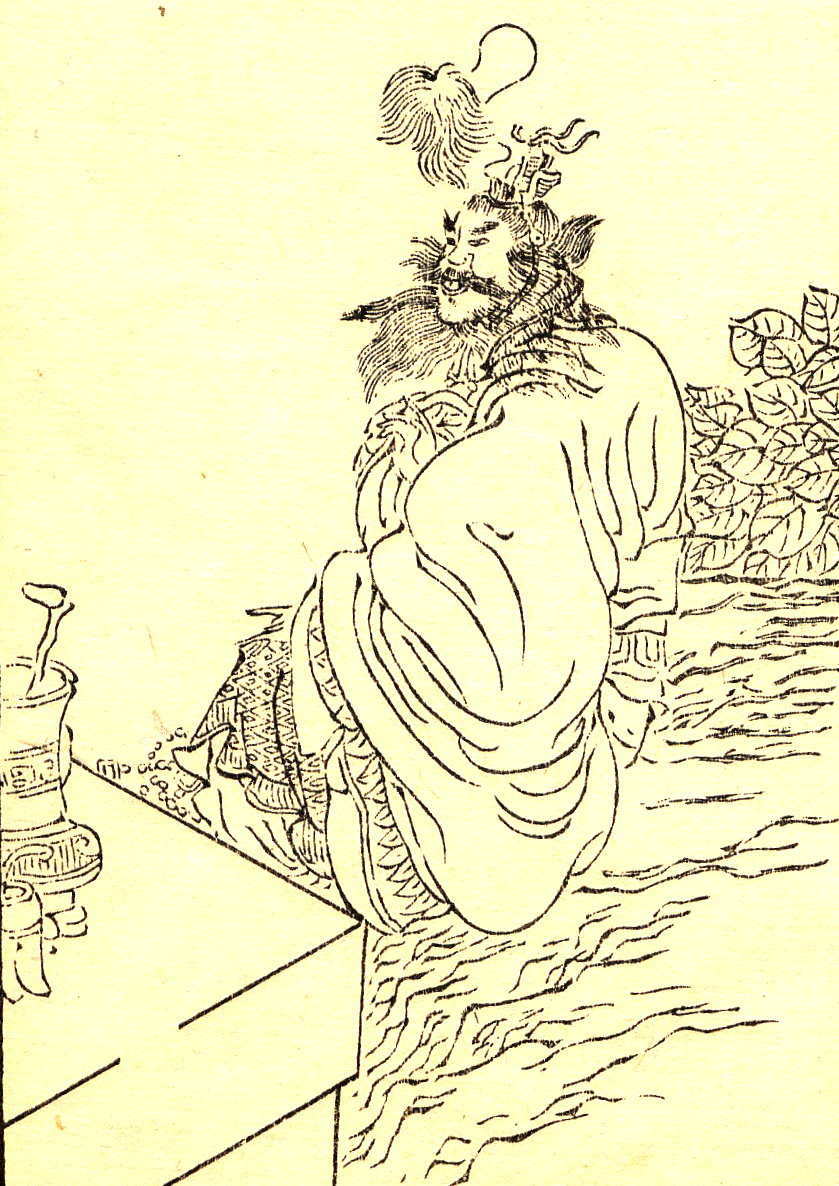
『列仙酒杯』.張陵

張天師，道教正一道（天師道）龍虎宗各代傳人的稱謂。正一道由張陵（張道陵）創立，後世稱張陵為「（祖）天師」，其子張衡為「嗣師」，其孫張魯為「系師」，曰「三師」（「三張」）。其傳人為其子孫世襲，後皆稱為「天師」。
元朝官方從元世祖開始正式承認「天師」的稱號，在《制》文中稱張宗演為「嗣漢三十六代天師」，此前的天師稱號一直是張道陵子孫自稱及民間稱呼，從未被官方正式承認過。從此張天師開始總領江南道教，並在元朝中後期結合各種符籙系道教流派，形成正一道。洪武元年，四十二代天师张正常入贺即位，明太祖说：“天有师乎？”乃改授正一嗣教真人，赐银印，秩视二品。

## 天師承襲
道教由东汉张道陵创始，后世乃称张陵为「天师」或「祖天师」，其子张衡为「嗣师」，其孙张鲁为「系师」，被尊为「三师」。
道教五大派门中，只有张道陵一脉是坚守把职位传授给亲族的作法，也就是「传男不传女、传嫡不传庶、传长不传幼、传子不传弟、传弟不传侄、传侄不传叔、传叔不传族人，传族人不传外族人」，以上一代传给下一代为主，若上代天师无子嗣，则过继血缘最近的侄辈承袭。如无侄子可过继，则传弟弟或叔辈，如三十代天师张继先，传继给堂叔张时修；三十五代天师張可大长子张宗汉好賦诗、飲酒，不乐应酬，遂禪位予弟张宗演。除此之外，张天师的传承还需要一定的要件，鉴定天师世代的信物。

## 历代传人
| 天师世系 | 天师世系      | 帝王赐封                                         | 帝王赐封                                                       | 封号与赠号 | 备注 |
| 世系     | 姓名          | 帝 号                                            | 赐封年代                                                       | 封号与赠号 | 备注 |
| -------- | ------------- | ------------------------------------------------ | -------------------------------------------------------------- | --- | --- |
| 1        | 张道陵        | 唐玄宗 唐僖宗 宋神宗 宋徽宗 宋理宗 元成宗 崇祯帝 | 天宝七年 中和四年 熙宁元年 大观二年 嘉熙三年 元贞元年 崇祯年间 | 封太师 封三天扶教大法师 加封三天扶教辅元大法师 封正一靖应真君 封三天扶教辅元大法师-靖应真君 加封正一冲元神化静应显佑真君 加赠六合无穷高明上帝 | 东汉光武帝建武十年生，明帝时中举，任四川江州令，和帝时来龙虎山修炼內丹，顺帝赴四川创建道教，桓帝时在青城山飞升成仙，年123岁，道教称为祖天师。 |
| 2        | 张衡          | 元武宗                                           | 至大元年                                                       | 赠正一嗣师太清演教妙道真君 | 陵长子，156年袭教在阳平山飞升，世称嗣天师 |
| 3        | 张鲁          | 汉献帝 元武宗                                    | 建安廿年 至大元年                                              | 曹操拜鲁为镇南将军封阆中侯 敕赠正一系师太清昭化广德真君                                                                                       | 衡长子，以政教合一，雄据巴蜀三十余年葬邺城，世称系师                                                                                          |
| 4        | 张盛          | 汉献帝 元顺帝                                    | 建安廿年 至正十三年                                            | 曹操封奉车都尉散侍朗加都亭侯 敕赠清微显教弘德真君                                                                                             | 鲁三子，汉末迁居龙虎山创龙虎正一道(即正一道)                                                                                                  |
| 5        | 张昭成        | 元顺帝                                           | 至正十三年                                                     | 敕赠清微广教弘德真君 | 盛长子，居龙虎山，年119岁 |
| 6        | 张椒          | 元顺帝                                           | 至正十三年                                                     | 敕赠清微广教弘德真君 | 昭成长子，居龙虎山，年百余岁 |
| 7        | 张回          | 元顺帝                                           | 至正十三年                                                     | 敕赠玉清辅教弘济真君 | 椒长子，居龙虎山，年百余岁 |
| 8        | 张迥          | 元顺帝                                           | 至正十三年                                                     | 敕赠玉清应化冲静真君 | 回之子，居龙虎山，年90岁 |
| 9        | 张符          | 元顺帝                                           | 至正十三年                                                     | 敕赠玉清赞化崇妙真君 | 迥之子，居龙虎山，年93岁 |
| 10       | 张子祥        | 元顺帝                                           | 至正十三年                                                     | 敕赠上清玄妙大虚真君 | 符之子，居龙虎山，年120岁 |
| 11       | 张通玄        | 元顺帝                                           | 至正十三年                                                     | 敕赠上清玄應冲和真君 | 子祥之子，居龙虎山，年97岁 |
| 12       | 張恆          | 元顺帝                                           | 至正十三年                                                     | 敕赠上清玄德太和真君 | 通玄之子，居龙虎山，年98岁 |
| 13       | 张光          | 元顺帝                                           | 至正十三年                                                     | 敕赠太玄至德广妙真君 | 恒之子，居龙虎山，年104岁 |
| 14       | 张慈正        | 元顺帝                                           | 至正十三年                                                     | 敕赠太玄上德紫虚真君 | 光长子，修道于圣井山，年百余岁 |
| 15       | 张高          | 元顺帝                                           | 至正十三年                                                     | 敕赠太玄崇德玄化真君 | 慈正长子，居龙虎山，年90岁 |
| 16       | 张应韶        | 元顺帝                                           | 至正十三年                                                     | 敕赠洞虚演道冲素真君 | 高长子，居龙虎山，年99岁 |
| 17       | 张颐          | 元顺帝                                           | 至正十三年                                                     | 敕赠洞虚阐教孚佑真君 | 应韶长子，居龙虎山，年87岁 |
| 18       | 张士元        | 元顺帝                                           | 至正十三年                                                     | 敕赠洞虚明道赞运真君 | 颐之子，居龙虎山，年92岁 |
| 19       | 張修          | 元顺帝                                           | 至正十三年                                                     | 敕赠冲玄翊化昭庆真君 | 士元长子，居龙虎山，年95岁 |
| 20       | 张谌          | 元顺帝                                           | 至正十三年                                                     | 敕赠冲玄洞真孚德真君 | 修长子，居龙虎山，唐武宗赐建真仙观 |
| 21       | 张秉一        | 元顺帝                                           | 至正十三年                                                     | 敕赠守玄紫极昭化真君 | 谌长子，居龙虎山，建天师庙，年92岁 |
| 22       | 张善          | 元顺帝                                           | 至正十三年                                                     | 敕赠清虚崇应孚惠真君 | 秉一长子，居龙虎山，年87岁 |
| 23       | 张季文        | 元顺帝                                           | 至正十三年                                                     | 敕赠清虚妙道辅国真君 | 善长子，居龙虎山，年87岁 |
| 24       | 张正随        | 宋真宗 元顺帝                                    | 大中祥符五年 至正十三年                                        | 赐号真静先生 敕赠清虚文教妙济真君 | 季文之子，居龙虎山，宋真宗敕建上清观，年87岁                                                                                                  |
| 25       | 张干曜        | 宋仁宗 元顺帝                                    | 天圣八年 至正十三年                                            | 赐号澄素先生 敕赠崇玄普济湛寂真君 | 正随长子，居龙虎山，年85岁，葬耳口乡曹家源 |
| 26       | 张嗣宗        | 宋仁宗 元顺帝                                    | 至和二年 至正十三年                                            | 赐号虚白先生 敕赠崇真普化妙司真君 | 干曜长子，续建上清观，善吐纳 |
| 27       | 张象中        | 元顺帝                                           | 至正十三年                                                     | 敕赠崇真通惠紫玄真君 | 嗣宗长子，居圣井山，年81岁，其孙张宪为武状元                                                                                                  |
| 28       | 张敦复        | 宋神宗 元顺帝                                    | 熙宁元年 至正十三年                                            | 追封葆光先生 敕赠太极无为演道真君 | 象中长子，年53岁，无嗣，弟敦后之子景端过继 |
| 29       | 张景瑞        | 宋徽宗 元顺帝                                    | 大观二年 至正十三年                                            | 追封葆真先生 敕赠太极清虚慈济真君 | 敦复侄子，年52岁，无嗣，叔敦信嫡张继先过继 |
| 30       | 张继先        | 宋徽宗 元武宗 元顺帝                             | 崇宁四年 至大元年 至正十三年                                   | 赐号虚靖先生 敕封虚靖沖玄悟道真君 敕赠虚靖弘悟妙道真君                                                                                        | 敦信孙，处仁子，9岁嗣教，13岁应诏赴阙敕建上清正一宫、天师府、演法观，年36岁，葬安徽天庆观，终生不娶，无子，著《虚靖语录》七卷                 |
| 31       | 张时修        | 元顺帝                                           | 至正十三年                                                     | 敕赠正一弘化明悟真君 | 敦直长子，继先叔父 |
| 32       | 张守真        | 宋孝宗 元顺帝                                    | 乾道六年 至正十三年                                            | 赐号正应先生 敕赠崇虚光妙正应真君 | 时修长子 |
| 33       | 张景渊        | 元顺帝                                           | 至正十三年                                                     | 敕赠崇真太道真君 | 守真长子，葬上清吕家源 |
| 34       | 张庆先        | 元顺帝                                           | 至正十三年                                                     | 敕赠崇虚真妙光化真君 | 景渊长子，好酒，宴坐而化 |
| 35       | 張可大        | 宋理宗 元世祖                                    | 嘉熙三年 至元廿八年                                            | 赐号观妙先生，提举三山符篆 敕赠通玄应化观妙真君                                                                                               | 守真次子张伯瑀之孙，张天麟之子，主领龙虎宫，葬瑞订观，丞相江万里撰碑文                                                                        |
| 36       | 张宗演        | 元世祖 元成宗                                    | 至元十三年 至元十四年 元贞元年                                 | 赐封嗣汉天师 敕授冲和真人掌江南道教事 赠演道灵应冲和玄静真君                                                                                  | 可大次子，官居二品，书颂而化 |
| 37       | 张与棣        | 元世祖                                           | 至元廿八年                                                     | 授体玄弘道广教真人，领江南道教事 | 宗演长子 |
| 38       | 张与材        | 元成宗 元武宗                                    | 元贞二年 大德八年 至大元年                                     | 授凝神广道真人，领江南道教事 加授正一教主，兼领三山符篆 授金紫光禄大夫留国公，赐金印、视一品                                                  | 宗演次子，官居一品，善书画，遗颂而化，葬金溪鸣阳山                                                                                            |
| 39       | 张嗣成        | 元仁宗 泰定帝 元顺帝 明太祖                      | 延祐四年 泰定二年 至元三年 洪武三年                            | 授太玄辅化应道大真人，主领三山符篆，掌管江南道教事 加授正一教主，知集贤院道教事 特制加封知集贤院事，追赠正一教主，崇道大真人                  | 与材长子，化为舟中，工书画，尤善画龙，画作有《庐山图》传世                                                                                    |
| 40       | 张嗣德        | 元顺帝                                           | 至正十三年                                                     | 授太乙明教大真人，主领三山符篆，掌管三山道教事                                                                                                | 与材次子，能书画，微疾而化，生前在杭州铸「上清宫铜钟」传世                                                                                    |
| 41       | 张正言        | 元顺帝                                           | 至正十三年                                                     | 授正一嗣教弘文广教大真人，主领三山符篆掌江南道教事                                                                                            | 嗣德长子，微疾而化 |
| 42       | 张正常        | 明太祖                                           | 洪武元年 洪武五年                                              | 授正一教主护国阐祖大真人，主领道教事给银印，视二品加赐永掌天下道教事                                                                          | 嗣成长子，敕建大真人府，撰《天师世家》一卷，微疾而化                                                                                          |
| 43       | 张宇初        | 明太祖                                           | 洪武十三年 永樂四年                                            | 授正一嗣教阐祖光范大真人，奉旨编修《道藏》 | 正常长子，人称列仙之儒，撰《龙虎山志》10卷，《岘泉集》12卷，历代天师的佼佼者                                                                  |
| 44       | 张宇清        | 明成祖 明宣宗                                    | 永樂八年 宣德元年                                              | 授正一嗣教光祖演道大真人，主领道教事 加封正一嗣教静洞元大真人                                                                                 | 正常次子，善书画，敕管武当山，中秋集欢，雷击而化，着有《西壁文集》                                                                            |
| 45       | 张懋丞        | 明宣宗 明英宗                                    | 宣德四年 正统六年                                              | 封正一嗣教演法大真人 加封正一嗣教弘化妙应大真人，主领道教事                                                                                   | 正常三子宇珵之子，母为诚意伯刘基侄女 |
| 46       | 张元吉        | 明英宗 明代宗 明宪宗                             | 正统十年 景泰六年 成化三年                                     | 授正一嗣教崇法真人，主领道教事 授正一嗣教洞译音大真人，赐尚方宝剑 授正一嗣教妙应大真人，掌天下道教事                                          | 懋丞之孙，留纲之子，善画符，居一品，但品行不端，死后葬本里播基湾                                                                              |
| 47       | 张原庆        | 明宪宗                                           | 成化十三年                                                     | 授正一嗣教保和守道大真人 | 元吉之子，娶成国公朱仪之女为妻，葬金溪长生观                                                                                                  |
| 48       | 张彦頨        | 明孝宗 明世宗                                    | 弘治十四年 嘉靖五年                                            | 授正一嗣教丞先弘道大真人 授正一嗣教葆光大真人，掌天下道教事                                                                                   | 原庆长子，娶安远侯柳文之女为妻，建上清宫、真人府和正一观，善诗文，葬弋阳迭山书院                                                              |
| 49       | 张永绪        | 明世宗                                           | 嘉靖廿八年 嘉靖三十年                                          | 授正一嗣教崇道大真人 赐伯爵祭服 | 彦頨长子，10岁袭教，善剑术 |
| 50       | 张国祥        | 明神宗                                           | 万历五年 万历三十五年                                          | 袭教赐玉印金冠带及「真人府」、「宗传」匾额 奉旨撰《续道藏》，授正一嗣教阐元大真人，掌天下道教事，加增太子少保                                 | 永绪堂弟永绍之子 娶驸马谢公之女为妻，补写《天师世家》，辑《龙虎山志》三卷，编《续道藏》等书，葬金溪明阳桥                                     |
| 51       | 张显庸        | 明熹宗 崇祯帝 清圣祖                             | 天啟六年 崇禎元年 康熙四十二年                                 | 封正一嗣教清素大真人掌天下道教事 加赠太子少保 追赠光禄大夫                                                                                    | 国祥长子，着《三教同涂论》、《金丹辩惑论》、《浴梧诗集》等书                                                                                  |
| 52       | 张应京        | 清世祖 清圣祖                                    | 顺治六年 顺治八年 康熙四十二年                                 | 命袭职掌理道篆，给一品印 授正一嗣教大真人掌天下道教事 追赠光禄大夫                                                                            | 显庸长子，郡主朱氏封为一品夫人 |
| 53       | 张洪任        | 清圣祖                                           | 康熙四十二年                                                   | 追赠光禄大夫，到颜氏封一品夫人 | 应京长子，葬金溪朱坊 |
| 54       | 张继宗        | 清圣祖                                           | 康熙二十年 康熙三十五年 康熙四十二年                           | 授正一嗣教大真人，赐书上清宫匾 赐乾坤玉剑 授光禄大夫                                                                                          | 洪任长子，葬筱岭背南山 |
| 55       | 张锡麟        | 清世宗                                           | 雍正元年 雍正五年                                              | 授光禄大夫，妻韩氏封为一品夫人，奉诏入觐，病故于杭州，娄近恒请旨由庆麟署理大真人事                                                            | 继宗长子，年29岁 |
| 署理真人 | 张庆麟 张昭麟 | 清世宗                                           | 雍正九年 雍正十三年                                            | 命署理大真人，协修上清宫 命署理大真人，授光禄大夫                                                                                             | 锡麟二弟 锡麟三弟 |
| 56       | 张遇隆        | 清高宗                                           | 乾隆七年 乾隆十七年 乾隆三十六年                               | 奉旨随叔父昭麟入觐，袭爵赐书「演教宗传」牌匾 左都御史梅瑴成劾降为五品 追通议大夫                                                              | 锡麟之子，1740年，娄近恒撰《龙虎山志》16卷 |
| 57       | 张存义        | 清高宗                                           | 乾隆四十一年                                                   | 袭爵由五品晋三品，赐老子绣像，授通议大夫 | 遇隆之子，年28岁，无嗣，以堂叔起隆袭教 |
| 58       | 张起隆        | 清高宗 清仁宗 清穆宗                             | 乾隆三十九年 乾隆四十五年 乾隆五十年 嘉庆~同治                 | 任河南开封布政使（县丞级） 奉旨袭教、授通议大夫 重修宗谱 赠通议大夫                                                                           | 锡麟继子，葬正一观 |
| 59       | 张钰          | 清仁宗 清德宗                                    | 嘉庆年间 光绪三十年                                            | 整修上清宫、天师府、正一观，追赠光禄大夫 | 起隆之子，葬南极观 |
| 60       | 张培源        | 清穆宗 清德宗                                    | 同治十一年 光绪三十年                                          | | 钰长子，曾在乡里督办团练，葬于南极观 |
| 61       | 张仁晸        | 清穆宗 清德宗                                    | 同治元年 光绪十六年 光绪三十年                                 | | 培源之子，光绪年间赴川省祖，葬于青城山 |
| 62       | 张元旭        | 清德宗                                           | 光绪三十年 民国三年 民国八年                                   | | 仁晸长子，中華民国道教总会发起人。病故于上海，葬杨家山                                                                                        |
| 63       | 张恩溥        |                                                  | 民国十三年 民国三十七年                                        | | 元旭长子，善画符，民国三十八年二月去台湾，民国五十八年十二月二十五日羽化于台北                                                                |
| 64       | 張源先        |                                                  | 民國六十年 民國九十七年                                        | 中華民國國軍 軍銜為中尉軍官 | 張恩溥堂姪，民國六十年接任，民國九十七年十月十七日羽化於南投                                                                                  |

## 第六十五代襲位之爭

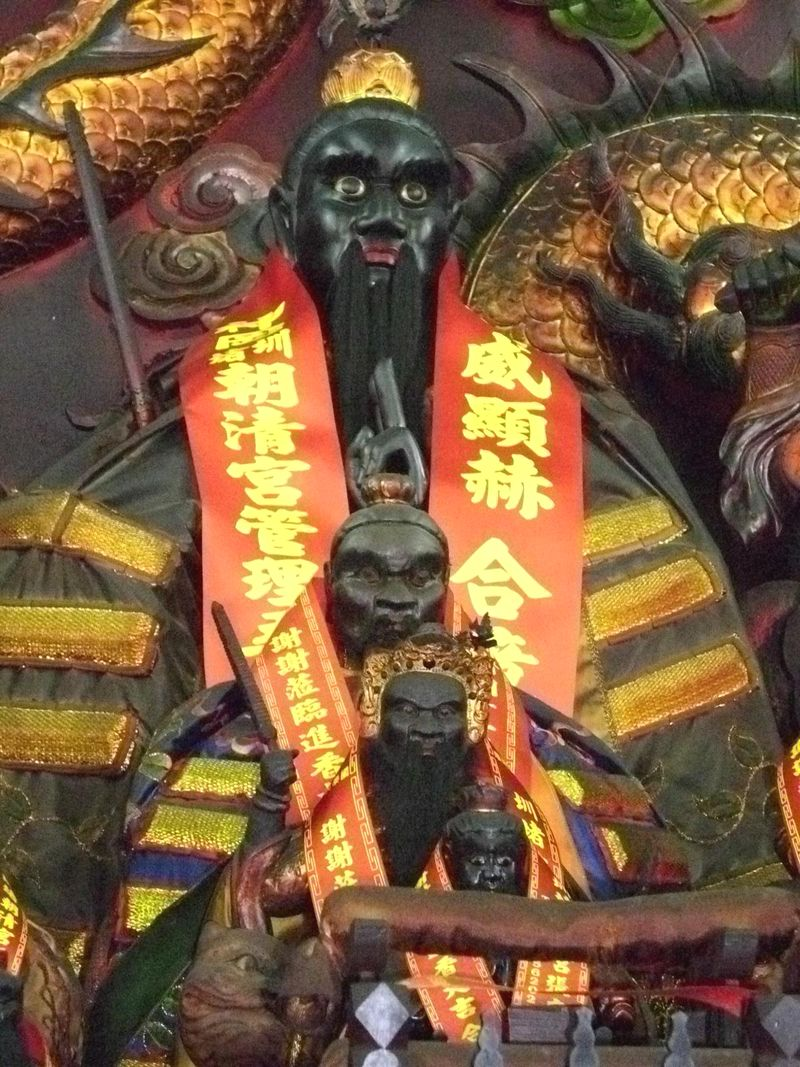
臺中市神岡區朝清宮張天師寶像

六十五代天師的襲位問題早在六十四代天師張源先生前就已發生。中國大陸的張金濤宣佈欲襲職六十五代天師後，張源先公開表示：「我都還活著，怎麼會有第六十五代張天師？太離譜了！」並指出張金濤是六十三代天師張恩溥女兒張稻香與魯姓夫婿之子，應從父姓為魯姓，故應稱「魯金濤」，而非張姓。且依照歷代正一天師的傳承規矩，只傳父系，外孫是沒有襲職資格的，並對此紊亂祖制之舉，感到不悅。
而張金濤選擇改變姓氏，以及掌管江西龍虎山天師府，一切都是中華人民共和國國務院的政治任命。所以張金濤目前的身分，是中國道教協會的副會長、人大代表，以及江西省龍虎山嗣漢天師府的主持。
當年張恩溥天師跟從蔣介石遷居台灣後曾表示，有意讓堂姪張欣政繼承。但在天師羽化後，由於張欣政的夫人是天主教徒，遭到百般阻攔後，由遷台的中華民國江西省代表出面協調，最終一致認為由曾在六十三代天師身邊學道，時任陸軍中尉的張恩溥的姪兒張源先襲天師之職，擔任第六十四代張天師。但六十三代張恩溥天師的繼妻（二嫁）陳月娟女士，不遵從規矩，不肯拿出張恩溥天師所留下之法印，所以六十四代張源先天師在職期間，並沒有執掌古印。而古印目前由張恩溥養子胡美良所持有。而在2009年，胡美良以張恩溥養子身份，向戶政機關單位申請變更姓氏，正式改姓張氏。
在2008年10月，六十四代天師張源先羽化於臺灣的南投，其後臺灣海峽兩岸有多人出面爭奪天師襲位，包括臺灣的張意將、張美良、張道禎、張懿鳳和張捷翔等五人。張意將称其祖父張新君是六十二代張元旭天師的兒子之一，張道禎視張源先為署理，並非正式天師，表示自己將襲職六十四代天師，其餘诸人則多宣稱襲位六十五代天師。
2009年6月10日（農曆5月18日，為張天師道陵祖師爺壽誕日），張意將在臺北市士林區劍南路鄭成功廟舉行天師陞座大典中宣稱襲職六十五代天師 。張意將曾代表道教，赴韓國參加世界宗教領袖會議。
由於長期以來張天師皆由政府冊封，而六十三代天師張恩溥仙逝之後，中華民國政府並未冊封新任天師，因此至今也並無公認的六十五代天師。

## 评论
毛泽东：“张道陵，其流风余裔经千余年转化为江西龙虎山为地主阶级服务的极端反人民的张天师道”。